# Grottes de Longmen
Pour les articles homonymes, voir Longmen.

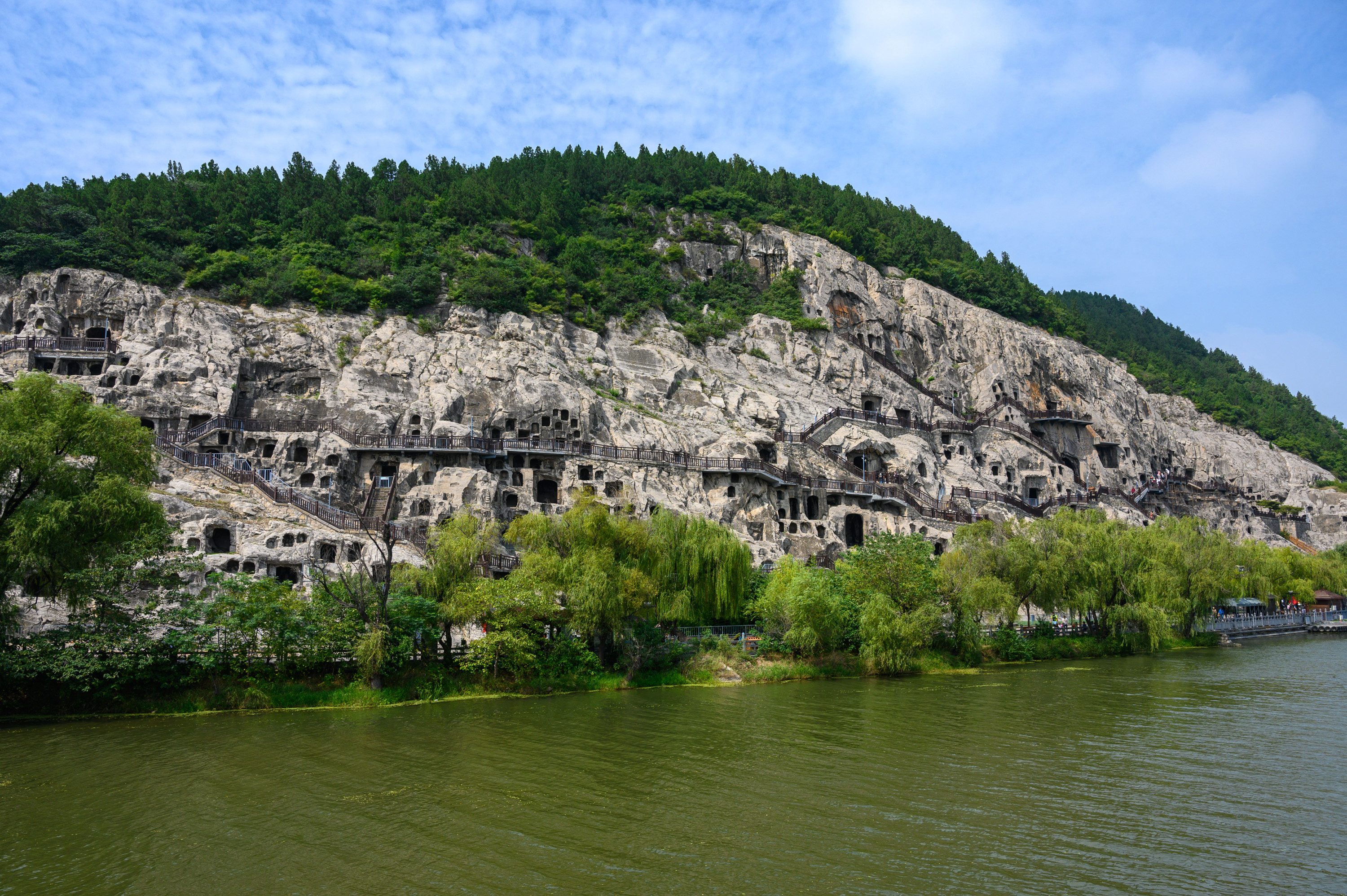
Grottes de Longmen vues depuis le pont Manshui, vers le Sud.

Les grottes de Longmen (chinois :  龙门石窟 ; pinyin : lóngmén shíkū ; littéralement les grottes de la Porte du Dragon) se trouvent à 12 kilomètres au sud de la moderne Luoyang dans la province de Henan en Chine. Ces grottes bouddhistes ont été excavées dans le calcaire après 494 et, pour l'essentiel, jusqu'au Xe siècle. Elles sont densément présentes sur les deux côtés d'une gorge entre deux montagnes, Xiang Shan (à l'est) et Longmen Shan (à l'ouest). La rivière Yihe (ou Yi he : rivière Yi) qui s'écoule vers le nord y a creusé son lit. La gorge a servi de « porte » à la ville voisine. Pour cette raison, l'endroit était appelé Yique (porte de la rivière Yi). Du nord au sud, les grottes se succèdent sur environ un kilomètre. Avec les grottes de Mogao et les grottes de Yungang, les grottes de Longmen sont l'un des trois plus célèbres sites de sculpture ancienne de Chine.

## Longmen en chiffres
Selon l'Institut de Recherche des Grottes de Longmen, sur une longueur de 1 km, il existe  2 345 grottes et niches, 2 800 inscriptions, 40 pagodes et plus de 100 000 images bouddhistes sur le site. 30 % des grottes datent de la dynastie Wei du Nord, 60 % de la dynastie Tang, et moins de 10 % pour les autres périodes.

## Histoire

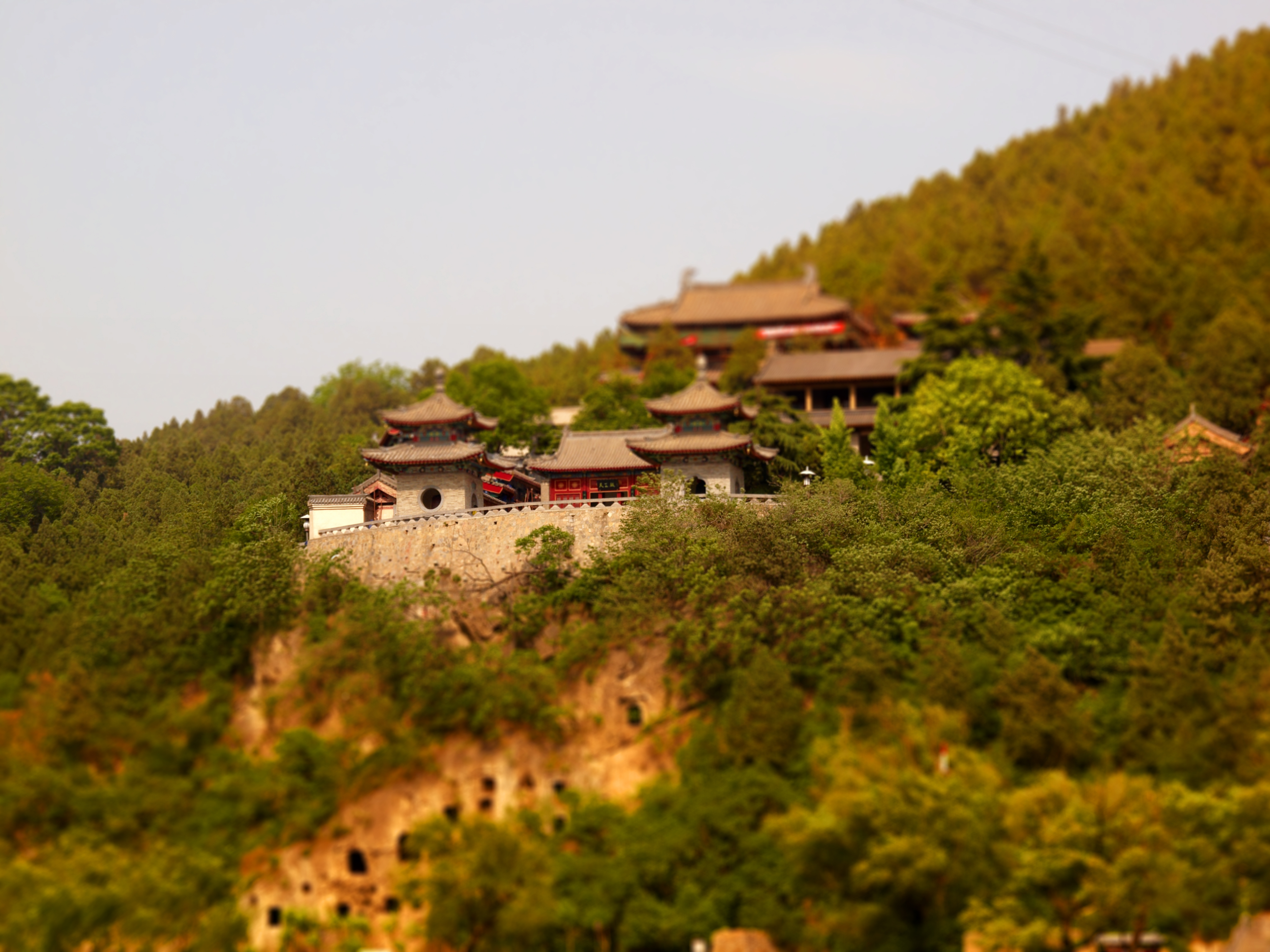
Le temple Xiangshan

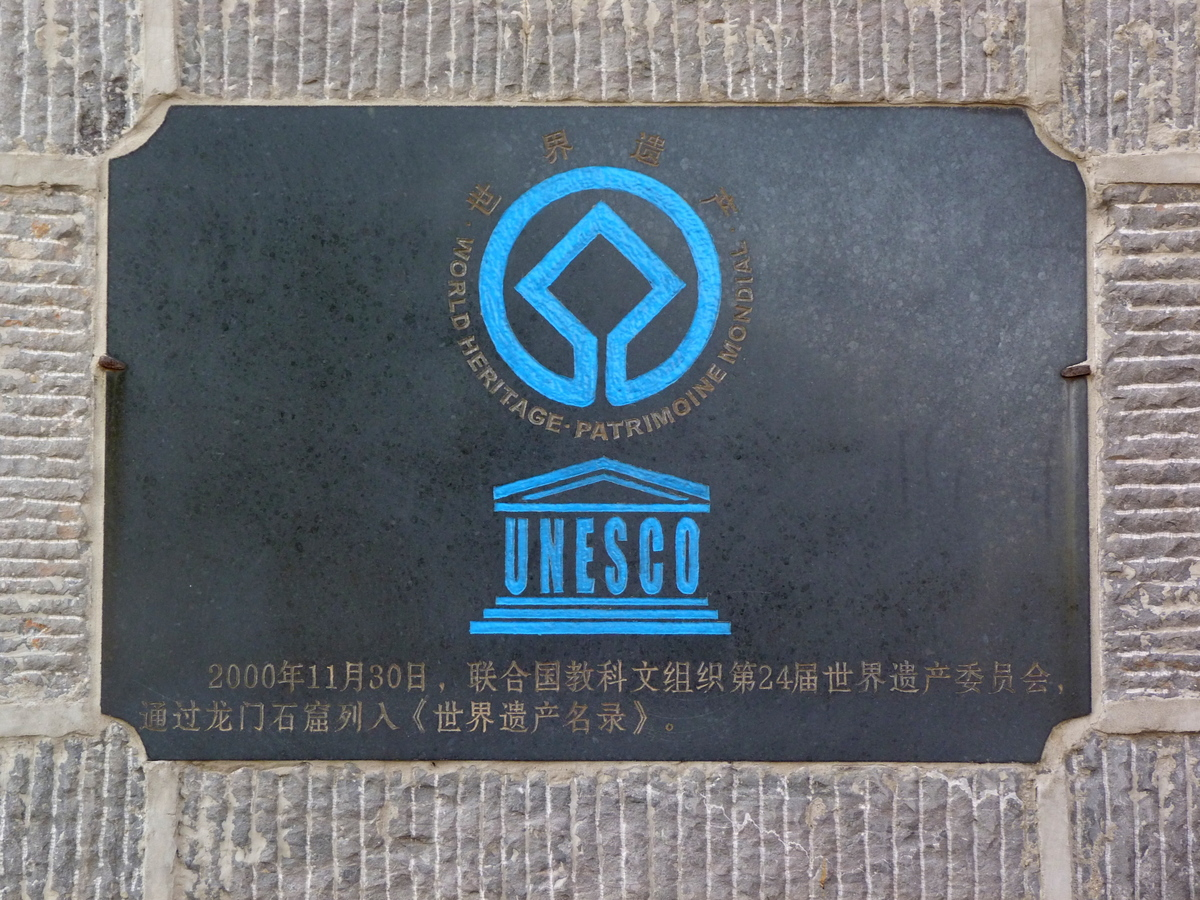
Plaque de l'UNESCO, apposée le 30 novembre 2000.

Au cours de la période des royaumes combattants, le général Qin, Baiqi, vainquit les forces Han et Wei à cet endroit.
La construction des grottes débuta en 493. Au tournant du siècle, vers 500, les sculpteurs de Longmen trouvèrent un style qui leur a été propre, indépendant de toute influence étrangère : en étirant les figures sur des lignes de force aux courbes tendues, en réduisant les plis à des tracés et à de faibles modulations ils abolissaient la matérialité du corps. Ensuite ils surent faire évoluer ce style, en prêtant une réelle attention aux volumes, jusqu'au « classicisme », massif et puissant, des Tang en intégrant un certain naturalisme venu de l'Inde des Gupta à des effets graphiques nerveux dans la plus pure tradition chinoise.
Le site a été grandement pillé et dépouillé de ses statues au début du XXe siècle. Nombre d'entre elles se retrouvent aujourd'hui dans les musées occidentaux. Un grand nombre de statues qui restaient en place ont été détruites ou mutilées pendant la révolution culturelle. Le site est maintenant protégé et aménagé pour accueillir le flot des touristes, et des mesures sont prises pour une meilleure conservation de la pierre et des couleurs.
Les grottes sont inscrites sur la liste du patrimoine mondial de l'UNESCO depuis novembre 2000.

## Plan
Un plan détaillé du lieu se trouve sur le site Luo Yang Report :  (l'agrandissement est possible). Les grottes ont été creusées à flanc de falaise le long de la rivière qui a creusé son lit entre deux collines. Les deux collines sont situées à l'Ouest et à l'Est de cette rivière. Deux ponts relient les rives, au Nord et au Sud. Sur la colline Est on a bâti le temple Xiangshan, auquel on peut accéder par des escaliers depuis le lit de la rivière.

## Grottes décrites individuellement par dynastie

### Dynastie Wei du Nord(386 - 534)

#### Grottes de Guyang
L'évolution de la culture, plus ouverte aux formes de pensée étrangères sous les Wei du Nord amène les sculpteurs à imiter le drapé gréco-bouddhique en le schématisant. Les plis tuyautés et aplatis se terminent en pointes, les corps s'allongent et s'aplatissent comme on peut le voir aussi dans les bouddhas du Shandong, récemment redécouverts et exposés en 2010.

#### Grottes de Binyang: grotte du milieu
no 140 : grotte de l'Accueil du Soleil. Creusée entre 520 et 523 à l'initiative de l'empereur Xuanwun en mémoire de son père Xiaowe, la grotte se situe sur la colline Ouest, et, dans le groupe des trois grottes, côté Nord.
Dans le style typique des Wei du Nord, les figures sont bien plus élancées et stylisées que les sculptures Tang. Ces dernières se trouvent dans l'ensemble sculpté du Grand Buddha. Ici, des déformations volontaires permettent de manifester une spiritualité intense. Tout participe de cet effet : ces formes étirées et comme pliées, un jeu de lignes fluides qui parcourent les figures des pieds à la tête, courant sur les drapés, sur les attributs élégants et se prolongeant dans les corps eux-mêmes. Une fleur de lotus géante s'épanouit sur le sol.

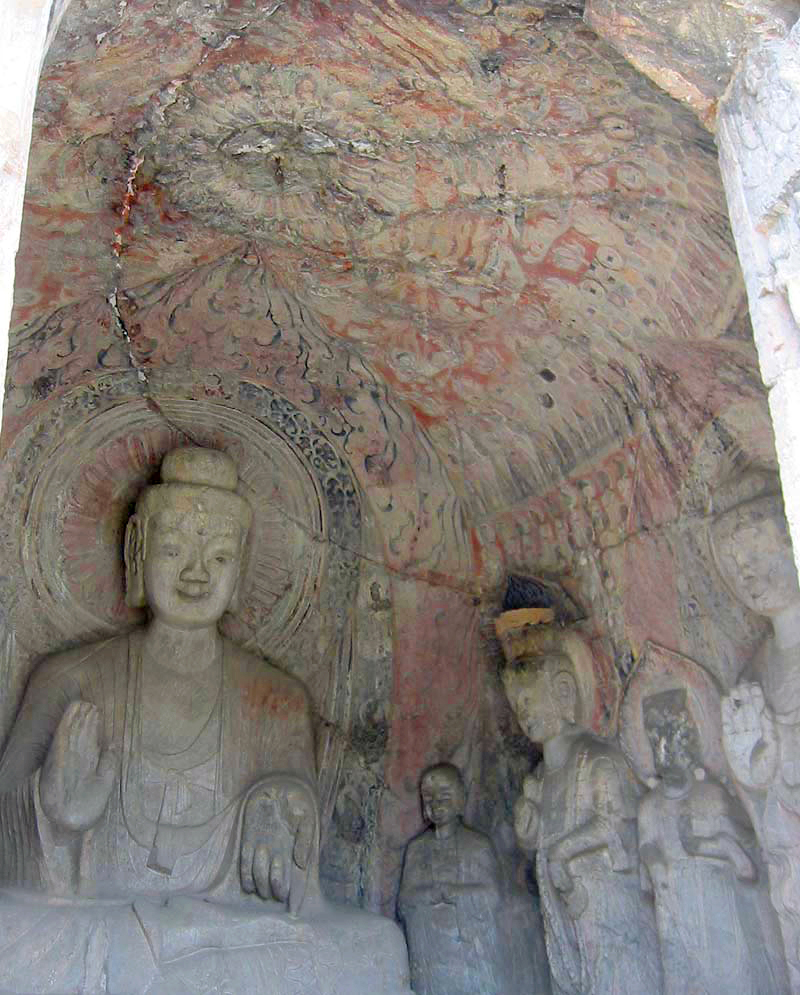
Paroi du fond et face Nord, Binyang, grotte du milieu
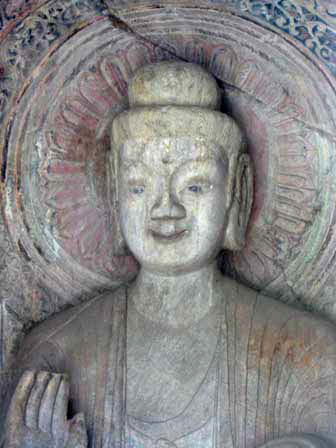
Partie supérieure de Sakyamuni, sculpture centrale, Binyang, grotte du milieu
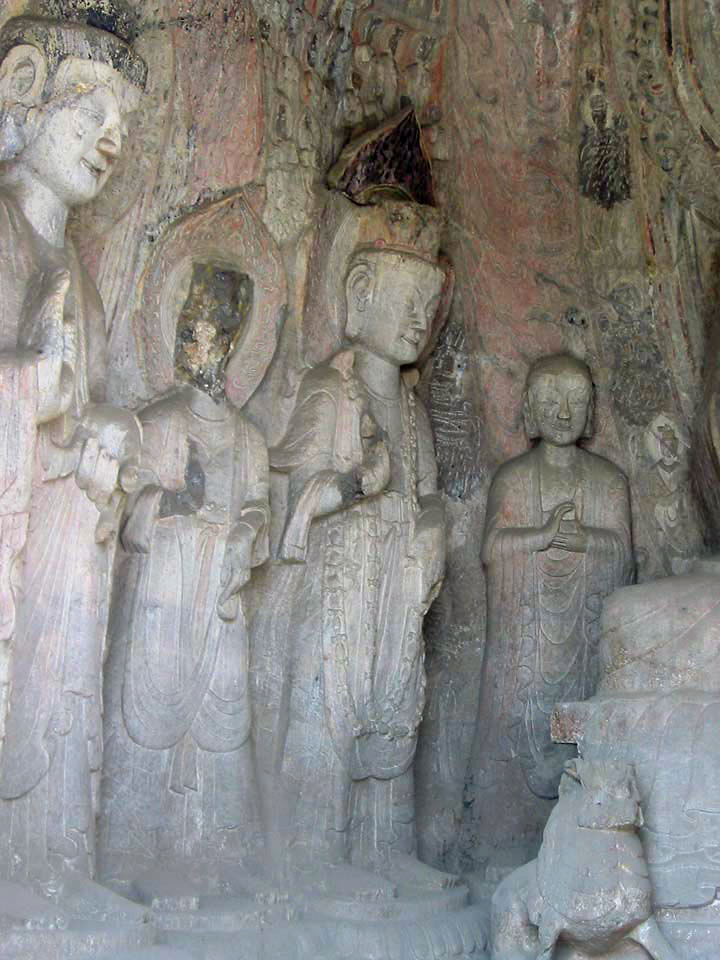
Paroi Sud, Binyang, grotte du milieu

#### Grotte du Lotus
Achevée en 521 cette grotte se caractérise par un très grand lotus épanoui taillé dans le calcaire du plafond ainsi que par de nombreux petits bouddha sur la paroi Sud. Tandis que de petits autels sont taillés, en retrait, dans les parois Nord et Sud.

### Dynastie Sui

#### Binyang: grotte côté sud
no 159. Le visage du Buddha est plus rempli que sous la dynastie précédente. Sa robe semble exister de manière un peu plus naturelle. Le type du Budhha qui s'est mis en place au cours de la seconde moitié du VIe siècle s'inspire du style Gupta, indien, avec l'équilibre, parfois le déhanchement, et les drapés à demi transparents des buddha-s de Sarnath. La route de la Soie, par l'Asie, étant coupée, on suppose que les échanges se sont faits par voie de mer et que les cultures du Fou-nan (Cambodge), du Champa (Viêt Nam) et des royaumes indonésiens, comme Sriwijaya, ont servi à transmettre les modèles indiens.

### Dynastie Tang

#### Fengxian-si
Temple de Fengxian (du Sacrifice des Ancêtres): Au centre de l'espace creusé dans la falaise se dresse, sur 17 mètres, la figure massive du Bouddha assis, Vairocana (école chinoise du bouddhisme ésotérique hua yan). Ses yeux se ferment, donnant au personnage une apparente concentration méditative amplifiée par la majesté de la pose et la dimension colossale de cette figure dans son environnement. Comme s'il méditait sur ce que nous évoque la rivière qui s'écoule, puissante et tranquille à ses pieds. Le temps qui s'est écoulé depuis l'époque de sa réalisation a détruit et emporté les pieds du Bouddha. Il est entouré à droite et à gauche, tout d'abord par deux disciples (ou arhat), puis par deux bodhisattva, et sur les parois placées à peu près à angle droit, deux lokapala et deux gardiens de la doctrine. Les corps de ces derniers exagérément musclés et le déhanchement prononcé signale, à cette époque, une forte influence venue d'Inde. Le lokapala situé à la gauche du Grand Bouddha (à gauche pour lui) tient dans sa main droite une pagode, sur le modèle de ce qui était construit au VIIe siècle. Il pose les pieds sur un être qui représente l'ignorance, suivant encore un code venu de l'Inde. Toutes les figures portent les trois colliers de convention à l'époque Tang. Les têtes colossales de Buddha et des bodhisattva  se détachent sur le fond aplani orné d'une auréole flammée, tracée en bas-relief, de manière très graphique, tandis que les corps, plus naturalistes que ceux de l'époque précédente (Dynastie Wei du Nord), mais disparaissant sous les plis des vêtements, sont traités en ronde-bosse, avec des volumes puissants et aux angles prononcés.
L'ensemble, sous la forme d'un temple, était autrefois protégé par une immense salle hypostyle bâtie sur une structure en bois dont les trous de fixation dans le rocher sont encore bien visibles. L'éclairage devait venir d'impostes, dans la toiture, fermés par des claustras. Dans cette pénombre les petites flammes et l'encens créaient une atmosphère chaleureuse qui amplifiait la majesté des sculptures peintes.
Le temple a été commandité par Gaozong et en partie achevé en 672 et 673. Le sanctuaire étant finalement consacré en 676 en présence de toute la cour et en particulier l'impératrice Wu Zetian, qui avait grandement favorisé l'achèvement du chantier.
Le grand Buddha, au visage à la fois voluptueux et efféminé, a été commandité par l'impératrice Wu Zetian (règne 690-705). Et on a souvent mis en relation ce qui peut apparaître comme un portrait et les liens affectifs supposées entre Wu Zetian, à la fin de son règne, et un moine.

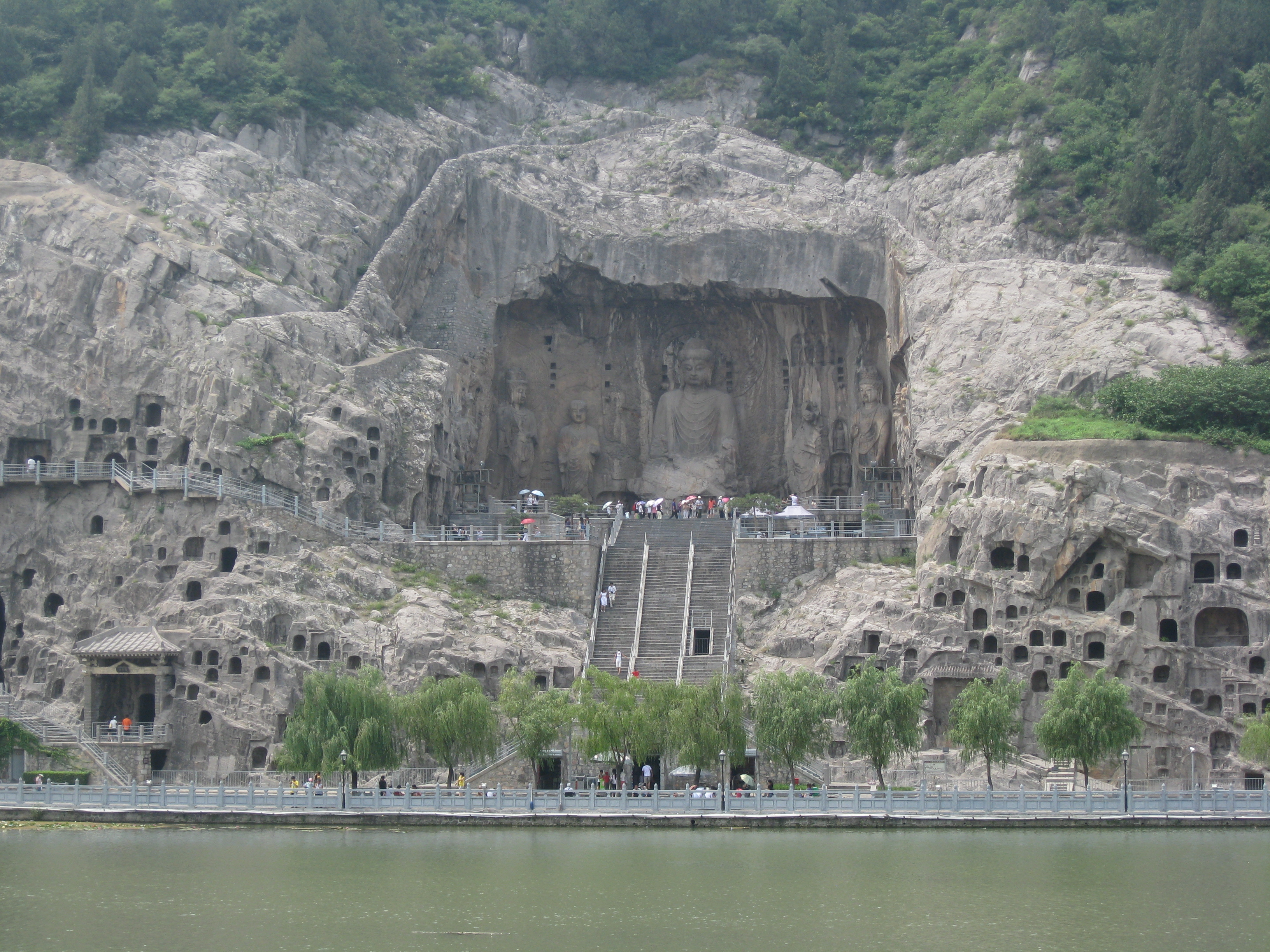
Temple Fengxian. La grotte du Grand Buddha, vue d'ensemble.
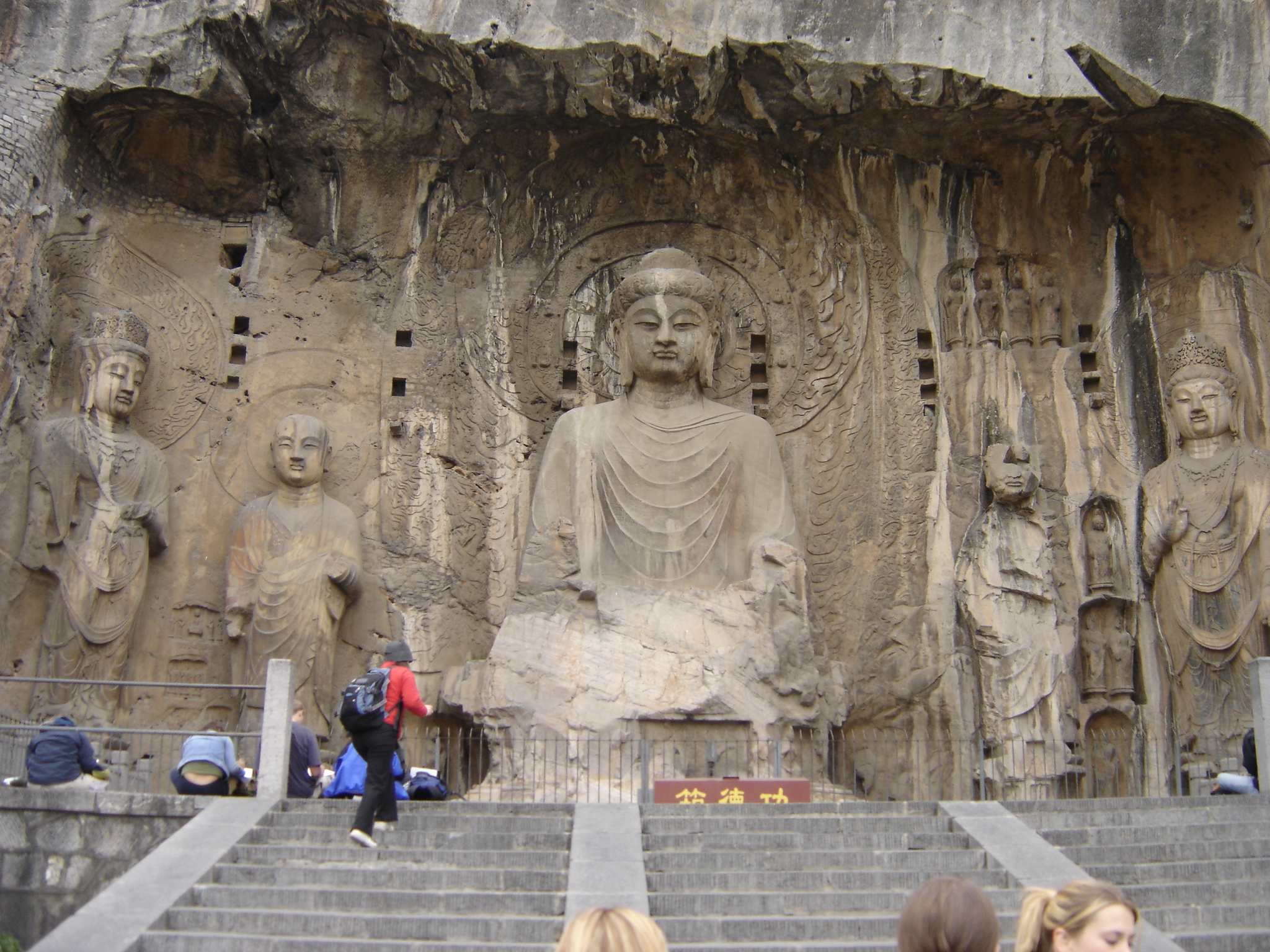
Buddha et bodhisattva.
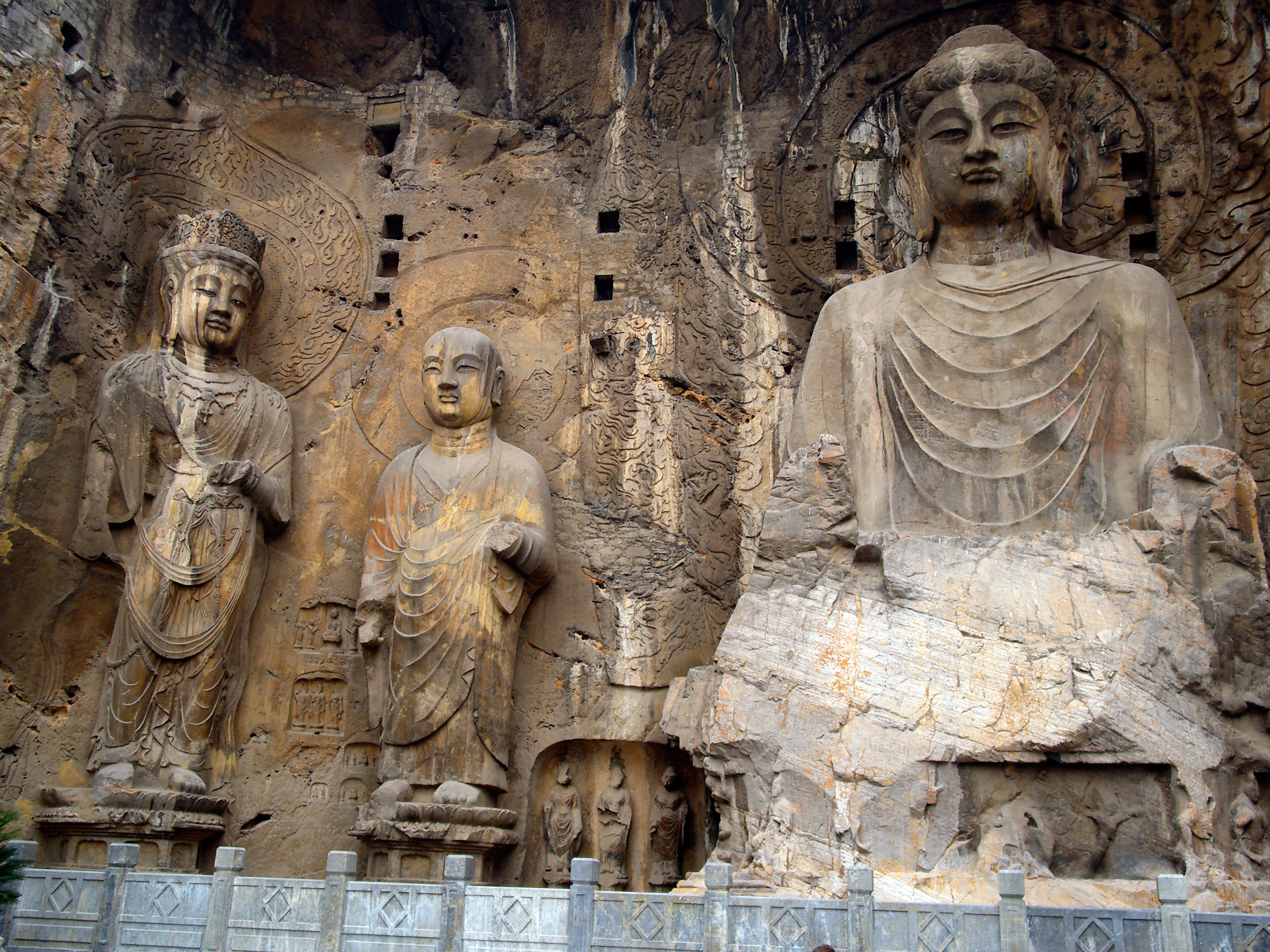
Le Grand Buddha Vairocana de Longmen, à sa droite un disciple, puis un bodhisattva.
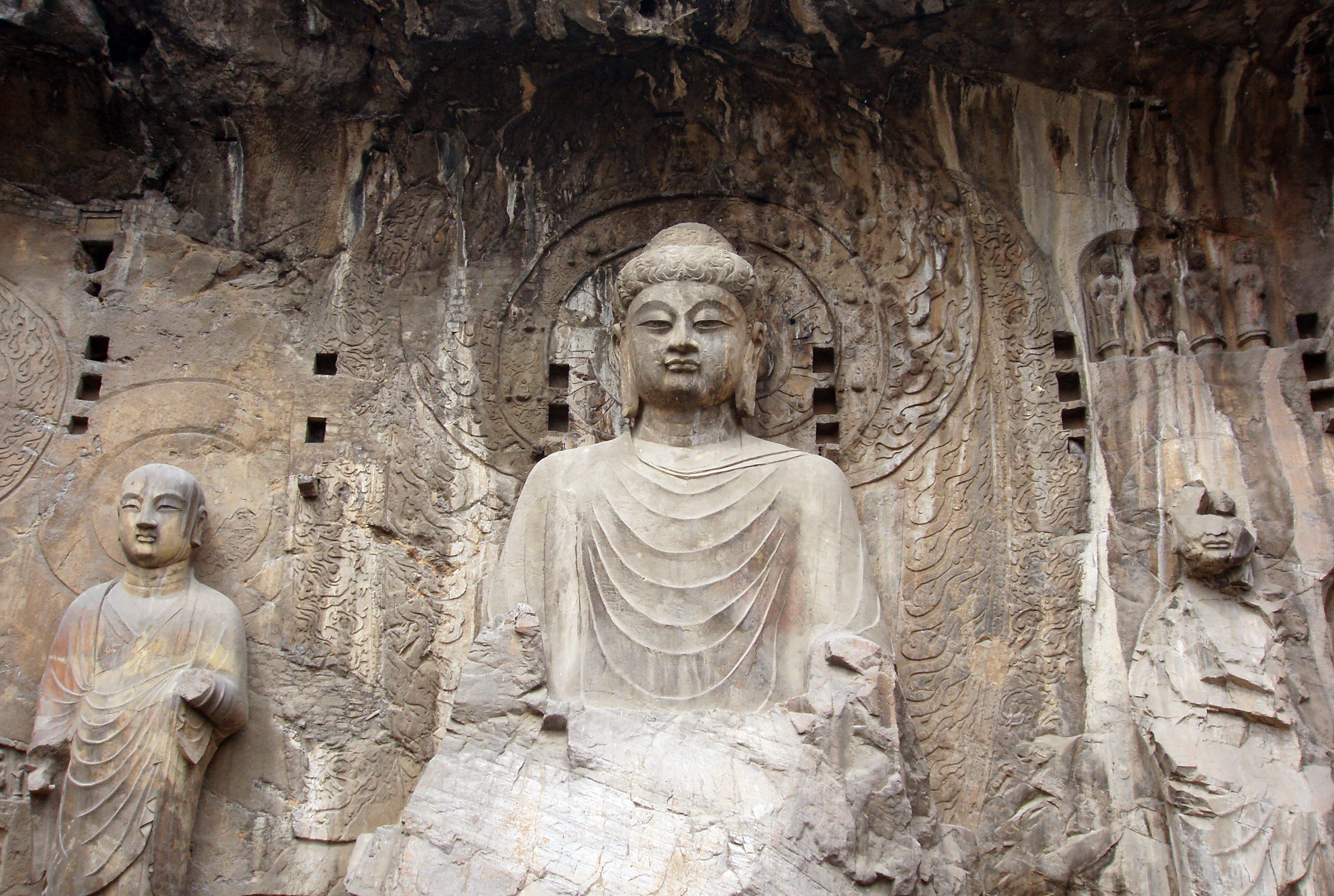
Vue rapprochée sur l'auréole au graphisme typiquement chinois.
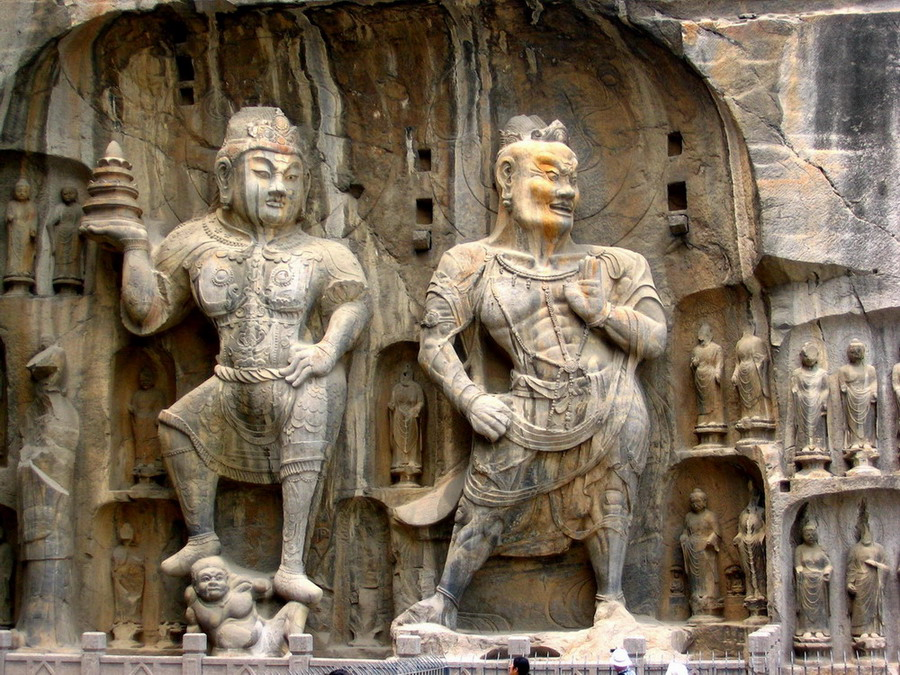
Le déhanchement des gardiens de la doctrine lokapala (Yaksa), signale une forte influence indienne[3].
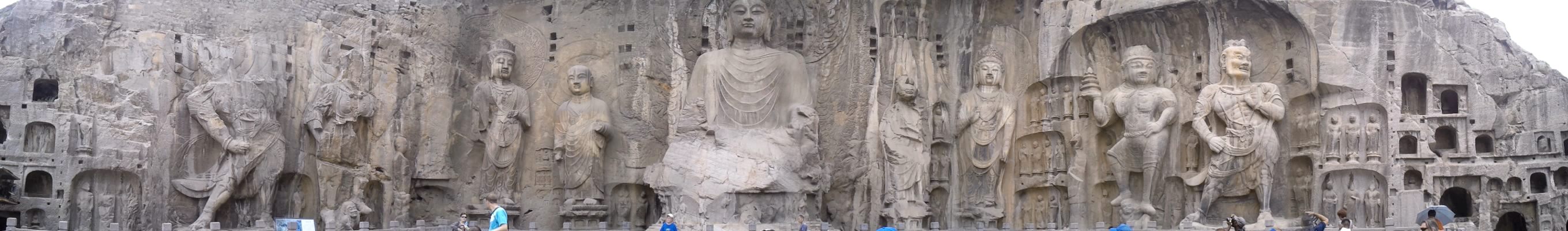
Vue panoramique de la grotte du Grand Buddha.
Panorama détaillé des parties centrale et droite de la grotte du Grand Buddha.
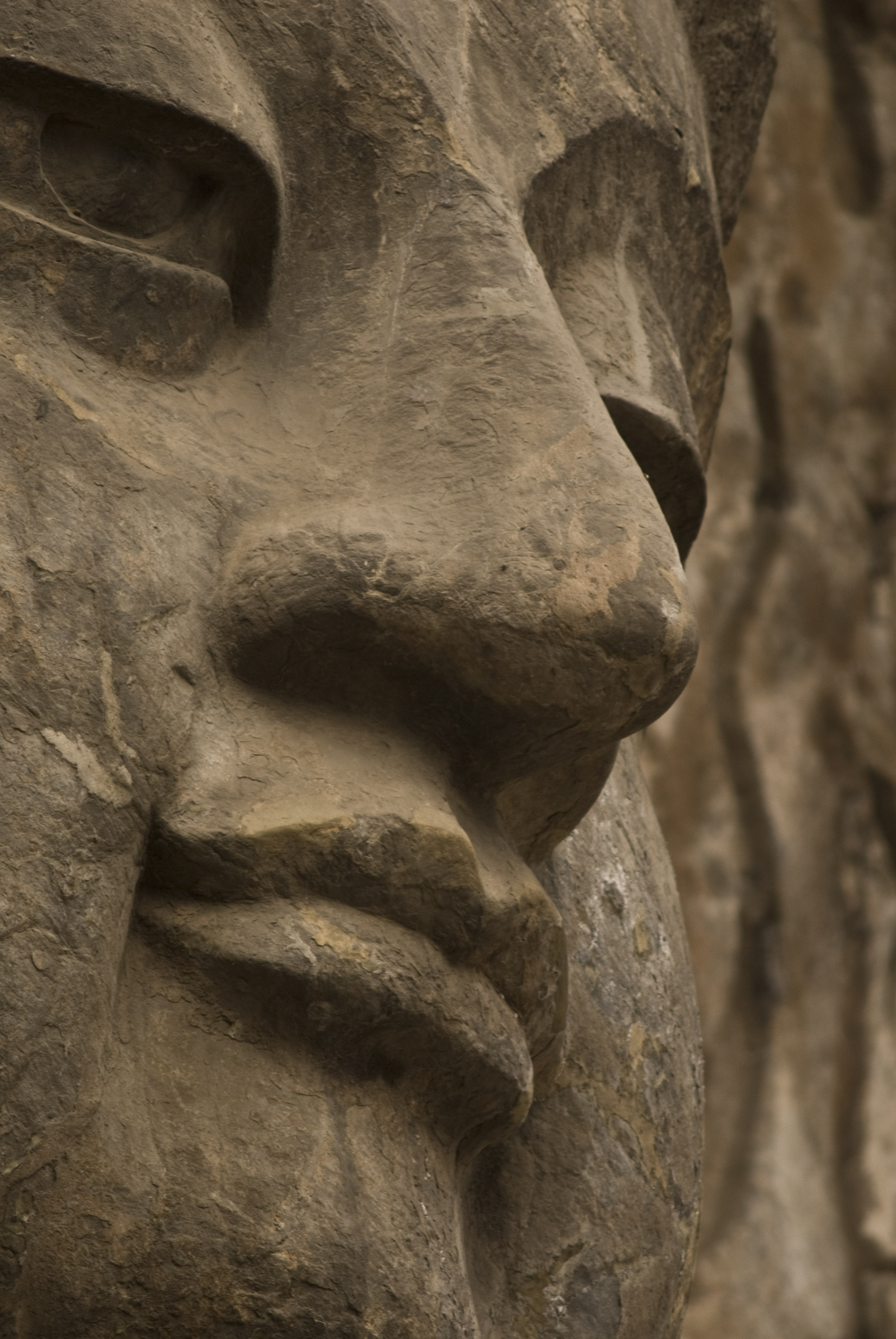
Détail du traitement du visage de Buddha
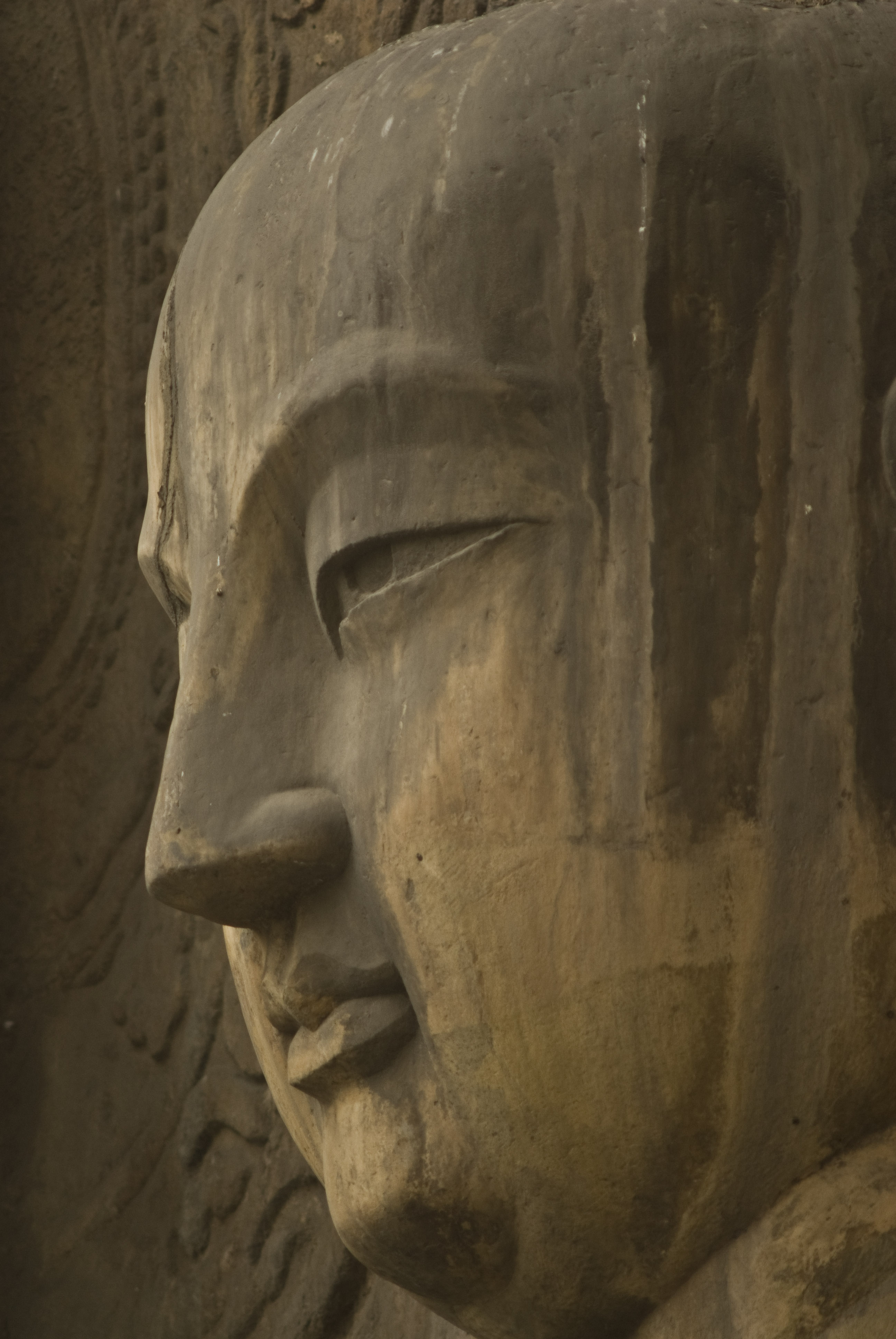
Détail du traitement du visage d'un disciple

#### Grotte des10 000Bouddhas, Wanfo dong
Au temps de l'impératrice Wu Zetian les parois ont été tapissées d'innombrables représentations de Buddha adossées à la paroi ou à des stèles verticales qui rythment l'espace. D'autres figures se mêlent à cette foule : ce sont des apsara-s musiciens aux écharpes légères et des fleurs. Au centre, à grande échelle, la statue de Buddha repose sur une fleur de lotus.

#### Grotte du Temple de la Rivière cachée (Qianxi-si dong)
no 20. Creusée au début des premiers Tang, vers 640, on y découvre au fond les statues de Buddha Amitabha entouré de disciples Kasyapa et Ananda. Deux grands bodhisattva se détachent de la paroi, en haut relief. Un nouveau style épuré dans des formes plus pleines. La couleur qui ruisselle transfigure ce lieu.

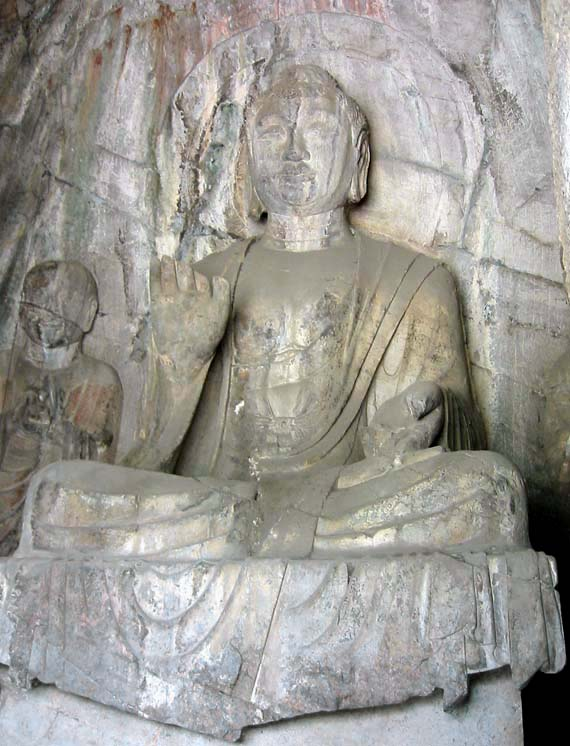
Buddha Amitabha, traces de couleurs et d'enduits.

#### Jingshan-si
Le Jingshan-si dong : datant du début de la dynastie Tang, il est intéressant d'y trouver les tentatives diverses qui distinguent l'art des Tang de celui de leurs prédécesseurs, sans que rien n'ait encore trouvé une forme canonique. Ici la robe du Buddha n'a plus aucun pli. D'une simplicité d'épure.

#### Binyang: grotte côté nord
Dans cette grotte datant du milieu du VIIe siècle, le style « classique » créé sous les Tang touche toutes les figures, rendues avec un certain naturalisme robuste. Les drapés enveloppants sont la solution trouvée pour idéaliser la structure corporelle des êtres divins.
no 104

#### Kan jing-si dong
Grotte de la lecture des sutras : sur la rive Est, cette grotte se distingue des autres par une longue assemblée d'arhat-s, se détachant en faible relief de la paroi avec des visages aux déformations caractéristiques de leur nature d'ascètes surhumains. C'est ici l'une des premières fois en Chine que l'on avait réalisé une telle série d'arhat-s au types si fortement individualisés. La différence est considérable avec les grands ‘’arhat’’-s du Fengxian-si. Au plafond un large lotus épanoui et des apsara-s couvrent un vaste espace à 10 mètres de haut.

## Sculptures dispersées dans le monde

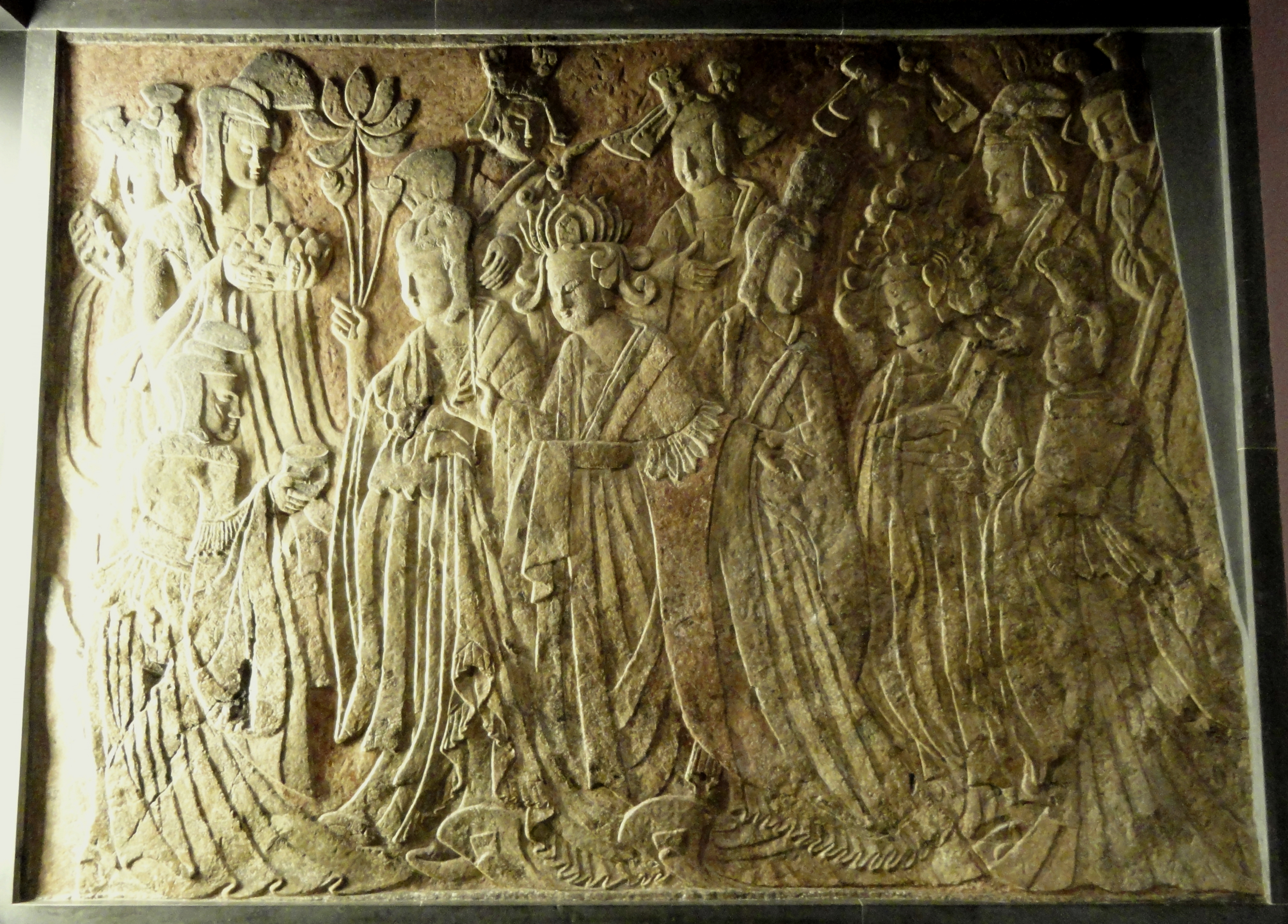
Procession de donatrices avec l'impératrice et sa cour. Binyang, vers 522. Nelson-Atkins Museum of Art, Kansas City
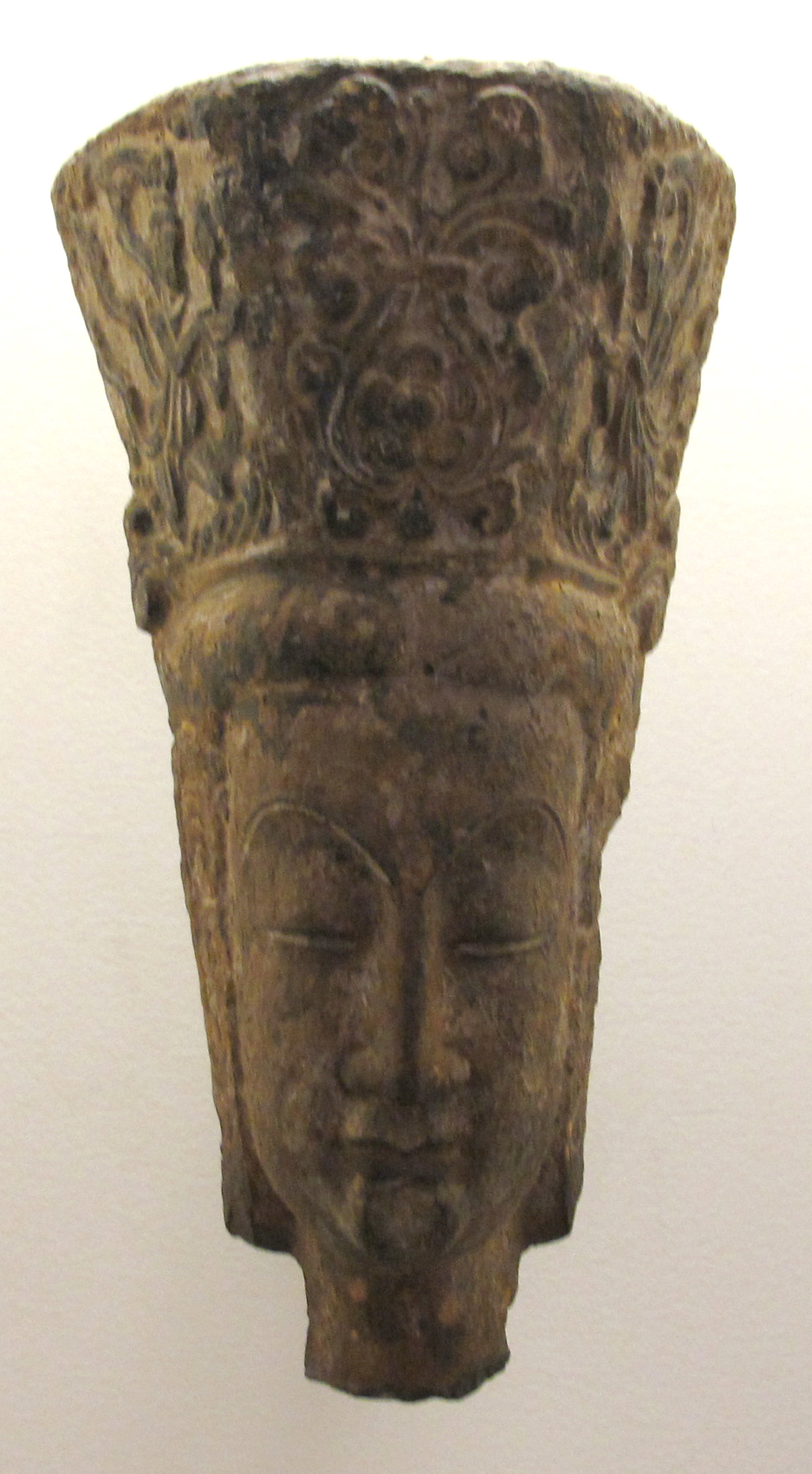
Tête de bodhisattva provenant d'une grotte de Longmen. Musée Guimet

## Visites
Le site des grottes de Longmen est ouvert au public, et bien que l'on ne puisse pas entrer dans la majorité des grottes on peut admirer les statues sans difficulté. L'entrée coûte 100 yuan et il est aussi possible de visiter la villa de Tchang Kai-chek. L'entrée est comprise dans le billet pour les grottes de Longmen.